# Bridelia micrantha
Bridelia micrantha（ブリデリア・ミクランタ） とは、コミカンソウ科（旧トウダイグサ科）マルヤマカンコノキ属（別名: カンコモドキ属）の樹木である。アフリカに分布し（参照: #分布）、様々な用途に用いられる（参照: #利用）。また、特定の繭を作るガとの関係も複数の地域において見られる（参照: #人間以外の生物との関係）。
Mbuya et al. (1994) をはじめとする東アフリカ関連の文献においては常緑性とされているが、南部アフリカの樹木図鑑である Thomas & Grant (2004:186) や van Wyk & van Wyk (2007) では落葉性（ないしは半落葉性 (Thomas & Grant)）とされている。
マルヤマカンコノキ属であることを表す属名 Bridelia はスイスの蘚苔学者・詩人のザームエル・ブリデル（Samuel Bridel; 1761-1828）への献名であり、種小名 micrantha は花が小さいことにちなむものである。
『世界有用植物事典』（堀田満ほか編、平凡社、1989年）にも取り上げられているが、和名はつけられておらず、学名のカナ転写もなされていない。

## 分布
セネガル、ガンビア、ギニア、シエラレオネ、リベリア、コートジボワール、マリ、ブルキナファソ、ガーナ、トーゴ、ベナン、ナイジェリア、カメルーン、中央アフリカ共和国、スーダン、エチオピア、ケニア、ウガンダ、タンザニア、ルワンダ、ブルンジ、コンゴ民主共和国、コンゴ共和国、ガボン、赤道ギニア（アフリカ大陸、アンノボン島、ビオコ島）、アンゴラ、ザンビア、ジンバブエ、マラウイ、モザンビーク、スワジランド、南アフリカ共和国（北ケープ州、クワズール・ナタール州、西ケープ州、北西州、ハウテン州、東ケープ州、ムプマランガ州、リンポポ州）、レユニオンに分布する。
ケニアでは標高1-1950メートルの川辺か林縁に生えるが、低木林や木の混じる草原にも見られる。

## 特徴
高さ2-18メートルの低木あるいは高木で密で幅の広い樹冠を有し、樹皮は灰色あるいは黒みがかった色で、はげ落ちやすく粗い。幹および枝にはしばしば木質の棘がまばらに見られる。
葉は一見すると複葉であるが実際には単葉で枝沿いに互生し、楕円形から倒卵形で上面は光沢のある深緑色、裏面はこれよりも淡色で、基部が楔形あるいは円形、先端が鈍形あるいは短く先鋭形で、葉縁は浅く円鋸歯状かほぼ全縁、6-18.5×2.5-6センチメートル、多かれ少なかれ細軟毛がある。葉脈は平行で、葉縁に沿って広がる。
花は黄緑色で密に腋生、房となる。雌雄異株で雄花も雌花も非常に短い小花柄を持つ。
果実は紫黒色、先端の尖った長円形で8-10×5-6ミリメートル、1室である。
種子が豊富で生長も速く、また種子だけでなく根の吸器からも再生する。ただし種子は油分を多く含むために生育可能な期間が短く、保存は効かない。

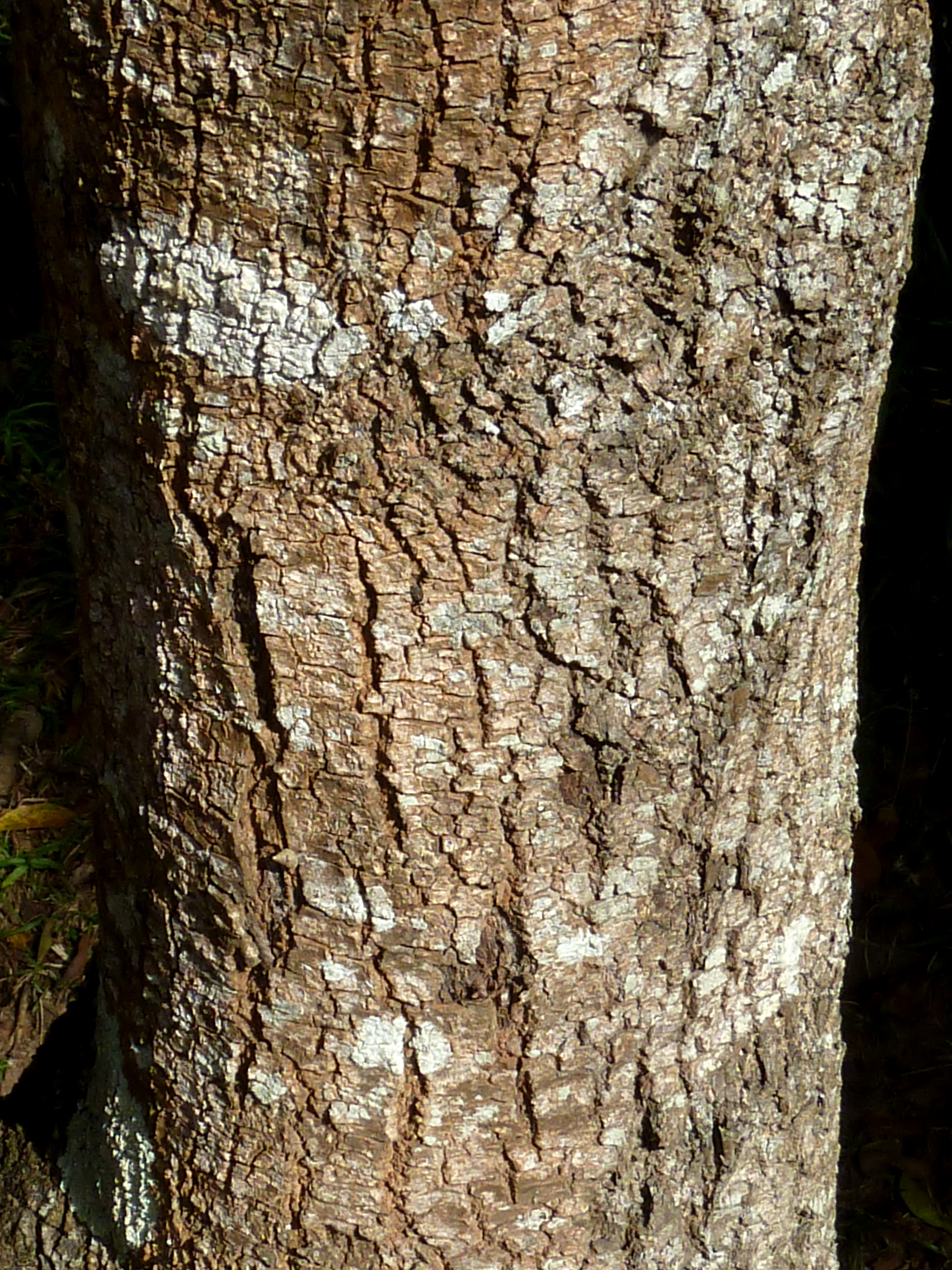
樹幹。
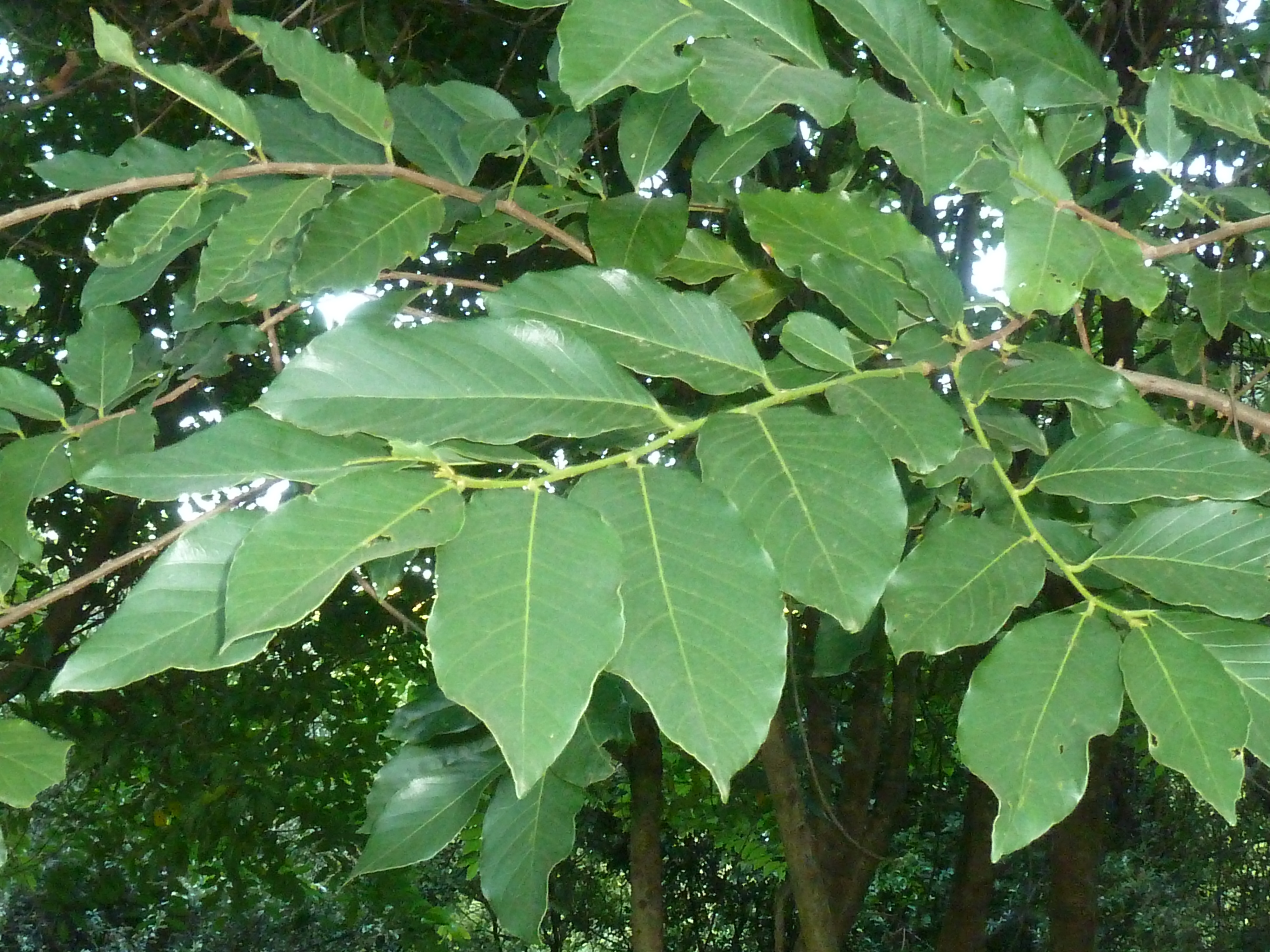
葉。
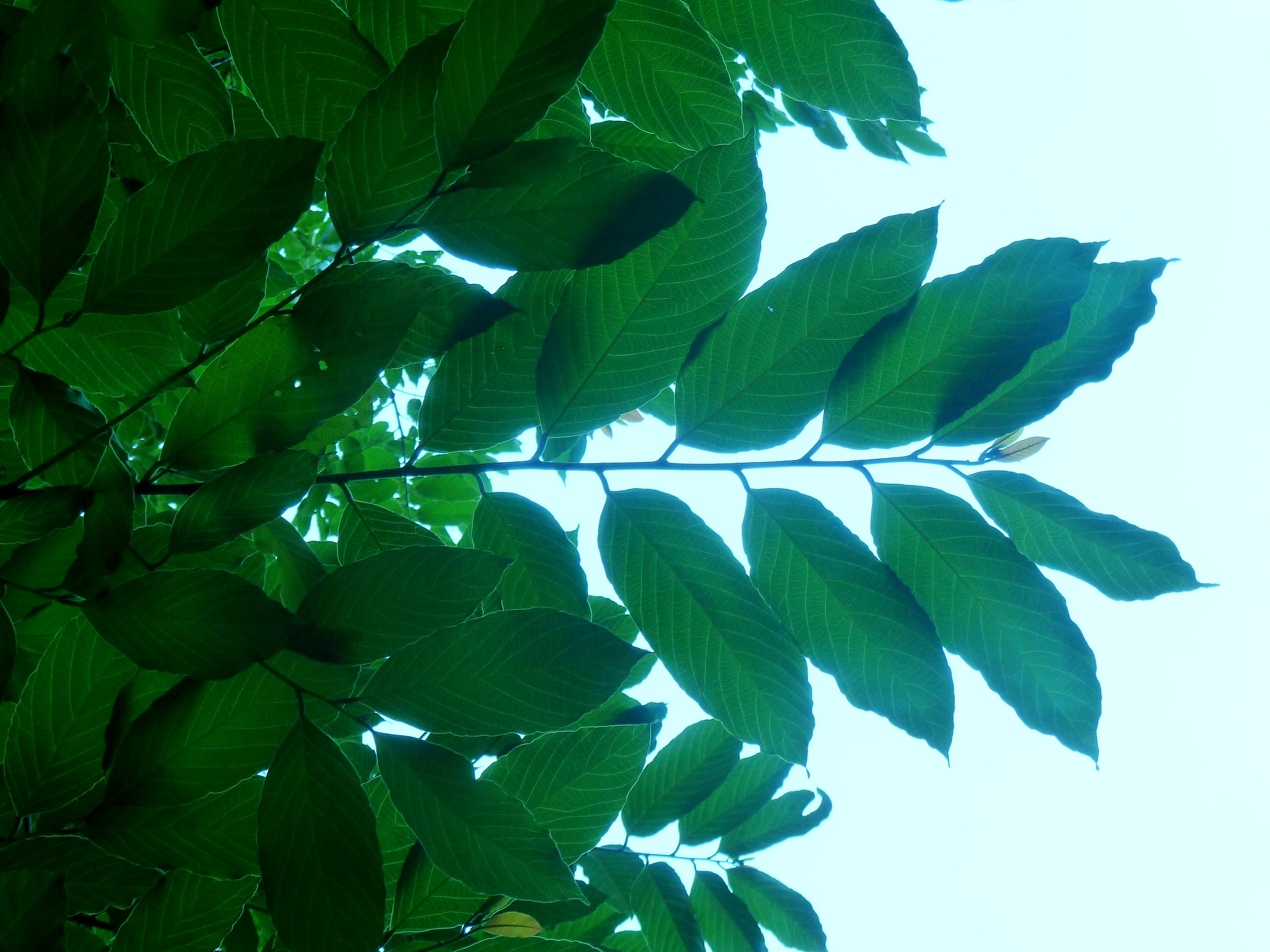
葉。互生である。
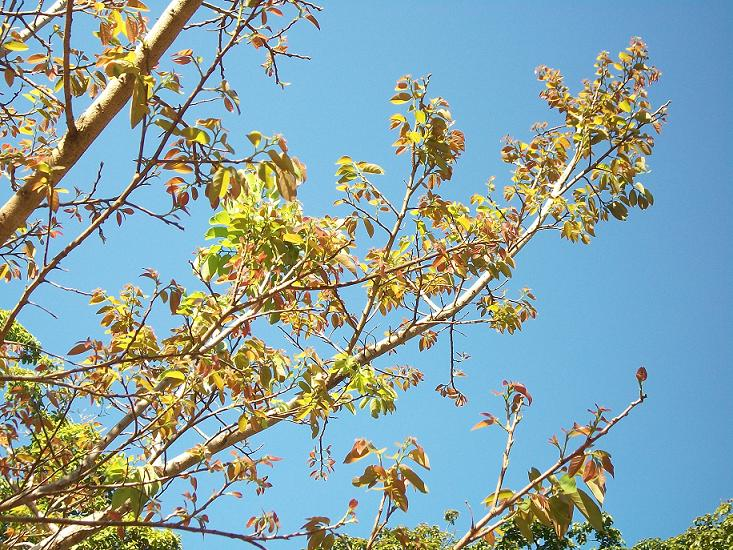
若葉（撮影場所: 南アフリカ共和国アマンジムトティ（英語版） (Amanzimtoti)）。

## 人間との関係

### 利用
ブリデリア・ミクランタは多岐にわたる用途に用いられる。
東アフリカ諸国のうち、ウガンダ、エチオピア、ケニア、ザンビア、タンザニアにおける利用法には以下のようなものがある（〇でその利用法が見られることを表す）。なお、左記5ヶ国全てにおいて果実が食用とされるが、食べられるのは熟したものであり、甘い。
|              | ウガンダ       | エチオピア     | ケニア                 | ザンビア                     | タンザニア     |
| ------------ | -------------- | -------------- | ---------------------- | ---------------------------- | -------------- |
| 薪           | 〇             | 〇             | 〇                     | 〇                           | 〇             |
| 木炭         | 〇             | 〇             | 〇                     | -                            | 〇             |
| 木材         | 〇             | 〇             | 〇                     | 〇                           | 〇             |
| 道具の取っ手 | 〇             | 〇             | 〇                     | 〇                           | 〇             |
| 柱           | 〇（穀倉の）   | 〇             | 〇                     | 〇                           | 〇（穀倉の）   |
| 穀倉用建材   | -              | -              | 〇（枝）               | -                            | -              |
| 果実を食用に | 〇             | 〇             | 〇                     | 〇                           | 〇             |
| 薬用         | 〇（樹皮、根） | 〇（樹皮、根） | 〇（樹皮、根; 葉の汁） | 〇（葉、根、樹皮）           | 〇（樹皮、根） |
| 飼料         | 〇（葉）       | 〇（葉）       | 〇（葉をヤギに）       | 〇（果実および葉）           | 〇（葉）       |
| 蜜源         | -              | -              | 〇                     | -                            | -              |
| マルチング   | 〇             | 〇             | 〇                     | -                            | 〇             |
| 木陰作り     | 〇             | 〇             | 〇                     | 〇                           | 〇             |
| 河岸の安定化 | -              | -              | 〇                     | -                            | -              |
| 染色         | -              | -              | 〇（赤色の）           | 〇（果実、木片、樹皮を使用） | -              |

#### 薬用
ケニア中央州のキクユ人は樹皮を煎じたものを腸内寄生虫（ニエリ・カウンティにおいて）やエイズに対して用いるとの報告がある。マサイ人は樹皮を煎じたものを子供の赤痢に用いる。
コンゴ民主共和国の狩猟採集民であるムブティやエフェ（Efé）は樹皮の煎じ汁を喉の痛みや咳に対して、また胃の不調の際の浣腸剤や下剤として用いると報告されている。

#### 木材
また、木材としては家具、床材、ボート作りに活用される。
ケニアではキクユ人がポール作りに用いていた。

## 人間以外の生物との関係
ブリデリア・ミクランタは複数の地域において繭を作るガとの関連性が見られる。コンゴ民主共和国、イトゥリの森 (en) の狩猟採集民ムブティやエフェの間では食用となる Anaphe属のガ（恐らく A. infracta）の幼虫が葉を食べることが知られており、ブリデリア・ミクランタとガの幼虫とはだいたい同じ名前（munjaku、munzaku、あるいは enjeku）で呼ばれる。マラウイにおいても Anaphe panda というガの幼虫がやはり本種に繭を作り、ブリデリア・ミクランタと Anaphe panda が共通の呼称（ニャンジャ語では masopa、トゥンブカ語では maleweza あるいは malewezi）で呼ばれる。ケニアのキクユ語でブリデリア・ミクランタは mũkoigo（モコイゴ）とよばれるが、キクユ語-英語辞書である Benson (1964) には thoigũ（ゾイゴ）という「モコイゴの樹上に見られる絹でできた大きな繭」を意味する語が掲載されており、この繭は潰瘍（英: ulcers）に被せる包帯として用いられ、また特定の鳥からも営巣に利用されたという。

## 諸言語における名称
- 英語: coast goldleaf, coastal goldenleaf, sweetberry[17]

ウガンダ:
- ガンダ語: katazamiti[10]
- ランゴ語: odugu-kulo[10]

ガーナ:
- アカン語:〔アサンテ方言〕apakyisie[18], opam[19]

ガーナおよびコートジボワール:
- アニ語（Anyin, Anyi, Agni）: bacié, egpa, bianzua, epako troubo[19]
- ンゼマ語（Nzema; 別名: Appolo, Appollonien）: ataba, ekuané[19]

ケニア:
- キクユ語: mũkoigo[15]（モコイゴ）
- グシイ語: omutarakaranga[4]
- ルオ語: athuno、odugu-kulo[5]
- ルヒヤ語: shikanganya[4]

コートジボワール:
- アチェ語（Attié）: tchikué[19]
- エブリエ語（Ebrié）: diembrémihia, amangbréhia[19]
- クランゴ語（Kulango）: irigo sanga[19]
- ベテ語（Bété）:  apoï[19]

コンゴ民主共和国:
- エフェ語（英語版）（Efe）: munjaku、munzaku[14]
- ムブティのことば[注 1]: enjaku[14]

ザンビア:
- チェワ語（ニャンジャ語）: mlebezi、msongamino、mpasa[8]
- ンセンガ語（英語版）（Nsenga）: msongamino[8]

タンザニア:
- イラク語: intsalmo[6]
- ザラモ語（英語版）（Zaramo）: mkarangatanga[6]
- サンバー語: muiza、mwiza[6]
- ジグア語（英語版）（Zigua）: mweza[6]
- ジンザ語（英語版）（Zinza）: msamiko[6]
- スワヒリ語: mkarati、mtutu[6]
- チャガ語: mwaru、monde、marie[6]
- ニハ語（英語版）（Nyiha）: sengamino[6]
- ニャキュサ語: mwisya[6]
- ハヤ語: mshumako、mshamako[6]
- パレ語: mwira[6]
- フィパ語（英語版）（Fipa）: munyamaji、mlangali[6]
- ヘヘ語（英語版）（Hehe）: mwesa[6]
- ボンデイ語（英語版）（Bondei）: mwiza[6]
- マテンゴ語（英語版）（Matengo）: myenda[6]
- ルグル語（英語版）（Luguru）: msumba、mwiza[6]
- ングル語（英語版）（Ngulu、Nguu）: mkolakole[6]

ナイジェリア:
- イボ語: ogaofia[18]
- エド語: ogangan[21]
- ヨルバ語: asha[18]

マラウイ:
- チェワ語（ニャンジャ語）: masopa[16]
- トゥンブカ語: malewezi[16]

南アフリカ共和国など:
- アフリカーンス語: bruinstinkhout, mitserie[3]、mitzeeri、mitseri[7]
- ヴェンダ語: munzere[21][3]
- 北ソト語: motsêrê[3]
- コサ語: umHlahla-makhwaba[3]
- ズールー語: umHlalamagwababa[22][21][3] inhlalamagwababa, umhlalamahubulu, isihlalamangcwibi[22] - isihlalamangcwibi 以外はいずれも hlala〈座る〉+ amagwababa/amahubulu/amakhwaba〈カラス〉で、〈カラスがとまるところ〉の意である[22]。
- ツォンガ語: ndzerhe[3]